# Parkway (Kalifornija)
Parkway je naseljeno područje za statističke svrhe u američkoj saveznoj državi Kalifornija. Prema popisu stanovništva iz 2010. u njemu je živjelo 14.670 stanovnika.